# Mon amour pour toi
Mon amour pour toi is een nummer van Fud Leclerc. Het was tevens het nummer waarmee hij België vertegenwoordigde op het Eurovisiesongfestival 1960 in de Britse hoofdstad Londen. Daar werd hij uiteindelijk zesde, met negen punten. Het was de derde van vier keer dat Leclerc België vertegenwoordigde op het Eurovisiesongfestival. Hiermee is hij recordhouder voor zijn land.

## Resultaat
| Plaats | Land                     | Artiest         | Lied                       | Punten |
| ------ | ------------------------ | --------------- | -------------------------- | ------ |
| 4      | Noorwegen                | Nora Brockstedt | Voi-voi                    | 11     |
| 4      | Bondsrepubliek Duitsland | Wyn Hoop        | Bonne nuit, ma chérie      | 11     |
| 6      | België                   | Fud Leclerc     | Mon amour pour toi         | 9      |
| 7      | Oostenrijk               | Harry Winter    | Du hast mich so fasziniert | 6      |